# دی‌اس‌پی مدیا
دی‌اس‌پی مدیا (انگلیسی: DSP Media) شرکت فیلم‌سازی کره‌ای است، که در سال ۱۹۹۱ تأسیس شد.